# Lager SSadis Kastrat Kommandatur
Lager SSadis Kastrat Kommandatur è un film del 1976, diretto da Sergio Garrone. Rientra nel filone della nazisploitation.

## Trama
Prigionie, torture di vario tipo e accoppiamenti sessuali forzati in un campo di concentramento tedesco, durante la seconda guerra mondiale, per creare la razza pura.